# فيديو أنمي موسيقي

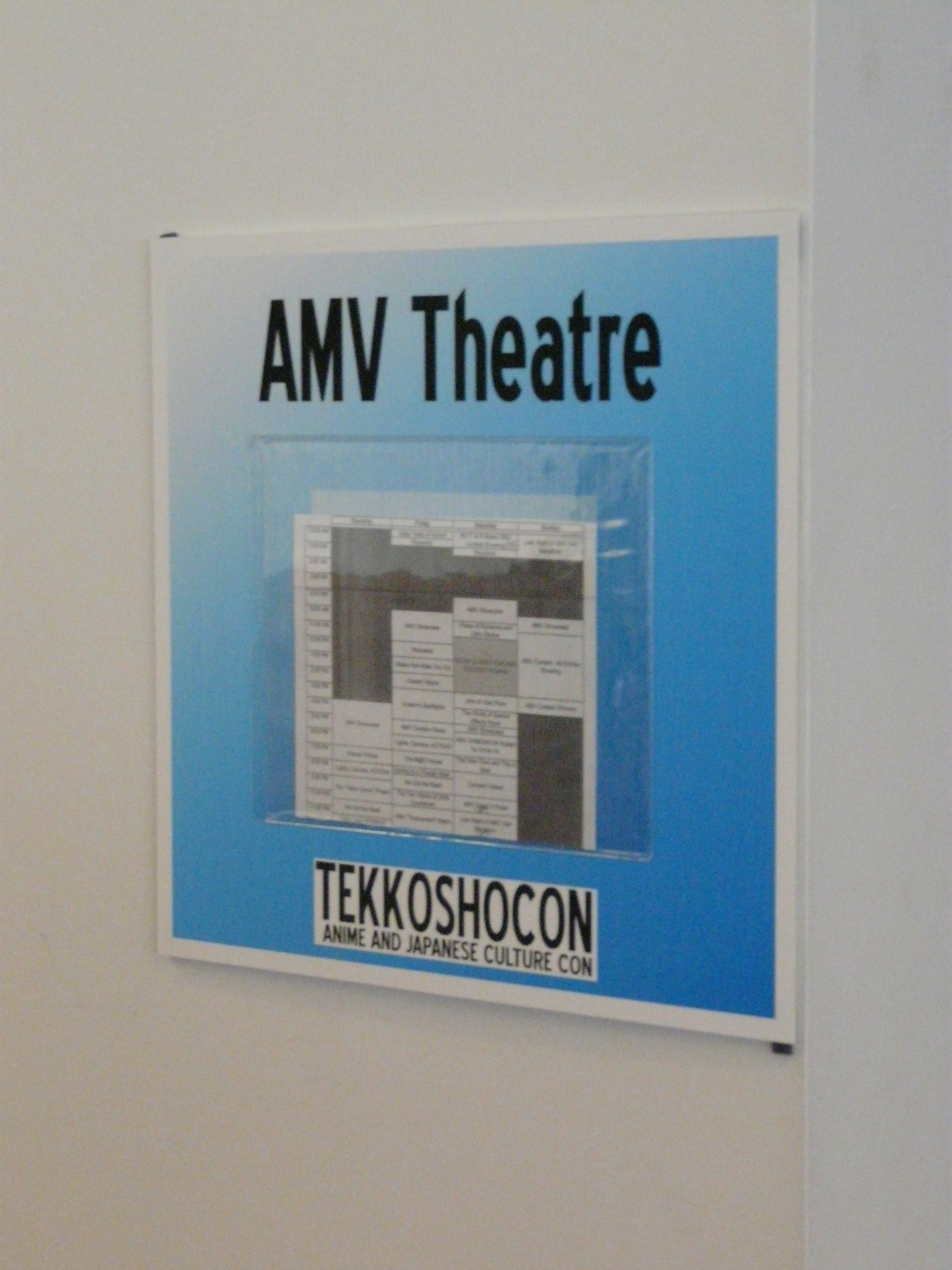
علامة المسرح AMV خارج غرفة مخصصة لتظهر AMVs في Tekkoshocon الثامن (2010)

فيديو أنمي موسيقي (بالإنجليزية: Anime music video)‏ (اختصار: AMV) عبارة عن فيديو يتألف من لقطات من مسلسل أو فيلم أنمي معين تصاحبه موسيقى، يتم صنع هذا الفيديو عادة من طرف معجبي هذا الفن.
رغم أن هذا المصطلح كان حكراً على الفيديوهات التي تعتمد مقتطفات الأنمي، لكن أصبح يتم إستعماله أيضاً للإشارة للفيديوهات المركبة من لقطات من الرسوم المتحركة الأمريكية أو ألعاب الفيديو.
ال AMVs عادة ليست بأعمال رسمية ويتم صنعها من طرف المعجبين فقط، لذلك وجب عدم الخلط بينها وبين الأعمال أو الفيديوهات الموسيقية الرسمية والاحترافية التي تحتوي رسوم متحركة أصلية (مثل العديد من الأغاني المصورة الخاصة بفرقة أيرون ميدن).
يتم نشر ال AMVs عادة في موقع يوتيوب أو مواقع آخرى خاصة بها.
تم إنشاء أول AMV في عام 1982 من قبل Jim Kaposztas البالغ من العمر 21 عاما آنذاك. حيث قام بربط لقطات من سلسلة الأنمي "Star blazers" بالمقطع الموسيقي «كل ما تحتاجه هو الحب» لفرقة البيتلز.

## إنشاء AMV
مراكز إنشاء AMV على استخدام مختلف تقنيات تحرير الفيديو لخلق شعور من التزامن وحدة وطنية. وتشمل بعض الأمثلة:
- تزامن التحرير: استخدام لقطات مختلفة من مصدر الفيديو وتغيير بينهما في أوقات محددة هي أهم أداة صانع ال AMV . وغالبا ما تتم مزامنة كل من الأحداث في الفيديو والانتقال بين المقاطع مع الأحداث في الموسيقى. وينقسم هذا التزامن إلى نوعين العامة: الداخلية والخارجية. ويشمل التوافق الداخلي *مزامنة الصوت مع الأحداث الفعلية التي تشهدها الساحة، مثل الطلقات النارية والأبواب الانتقاص. التوافق الخارجي حالات تحريرها في التخفيضات التي أجريت في الوقت المناسب مع الصوت.

المزامنة بين الشفاه: تزامن الحركات شفة حرف في مصدر الفيديو الأصلي لكلمات الصوت، لجعله يبدو كما لو أن شخصية كانت تغني أغنية.
- الآثار الرقمية: استخدام برامج تحرير الفيديو (عادة نظام التحرير غير الخطي) مصدر الفيديو يمكن تعديلها بطرق مختلفة. تم تصميم بعض الآثار أن تكون غير محسوس (مثل تعديل مشهد لوقف فم الحرف من التحرك) في حين يقصد آخرون إلى زيادة التزامن مع الصوت، أو ربما خلق أسلوب بصرية فريدة للفيديو. وتشمل الآخرين الربط في الرسومات التي ليست عادة في شريط الفيديو، مثل إضافة النص على لاعبا اساسيا في المشهد حتى الرسومات الكمبيوتر إضافية لإضافة مسحة البصرية.

## الشعبية
وقد لاحظ جون Oppliger من AnimeNation أن AMVs المنتجة مروحة شعبية في الغالب مع المشجعين الغربية ولكن ليس مع المشجعين اليابانيين. وكان أحد الأسباب التي استشهد من أن المشجعين الغربي تجربة «أكثر بحتة» تجربة بصرية بقدر معظم المشجعين الغربي لا يفهم اللغة اليابانية، اللغة الأصلية لمعظم أنيمي، ونتيجة لذلك «مرئيات جعل تأثير أكبر» على الحواس. أما السبب الثاني استشهد أن الغربيين «بتشجيع من الضغط الاجتماعي في النمو من الرسوم والرسوم الهزلية خلال بداية مرحلة المراهقة» في حين أن المواطنين اليابانيين يكبر مع الرسوم المتحركة «كما قرين». ونتيجة لذلك، والمراوح الناطقة بالإنجليزية يميلون إلى استخدام وإعادة أنيمي القائمة لخلق AMVs في حين المشجعين اليابانيين «يميلون أكثر بداهة» لإنشاء أو التوسع في المانجا وأنيمي القائمة.

## المسابقات AMV والتقييمات والتصنيفات
* محرر الحديد: اثنان أو أكثر المحررين تتنافس مباشرة مع بعضها البعض، وتحرير مقاطع الفيديو على الطاير في مسابقة الوقت الحقيقي في اسلوب الشيف الحديدي. منسقي اختيار موضوع ومصادر لاستخدامها في المسابقة، التي هي معروفة لالمتسابقين مسبقا وتشمل عادة مصدر سري لا يعلمه إلا المنسق قبل المنافسة. الأكثر شيوعا بين هذه نوبات تذهب لطول ساعات ويتم احتجازهم إما شخصيا أو في اتفاقية أنيمي، أو عبر الإنترنت. في كلتا الحالتين هناك قضاة المعينين الذين مقارنة أشرطة الفيديو، من خلال موضوع وتوقيت وجودة الإنتاج الإجمالية من أشرطة الفيديو التي قدمت خلال المسابقة. والقضاة يعلن الفائز وعادة هذا الفائز يذهب إلى منافسة غيرهم من المحررين الذين فازوا الأجزاء السابقة من المسابقة أو في إعداد مثل البطولة.
* AMV عارض الاختيار: المحررون تقديم أشرطة الفيديو إلى المسابقات التي تقام إما في الاتفاقيات أنيمي أو على مواقع الإنترنت. في كلتا الحالتين يتم تحديد الفائزين من قبل المشاهدين وأحيانا المحررين سمحوا لأنفسهم للتصويت. في الاتفاقيات عادة ما يتم الحكم AMVs من قبل الفئة التي تتنافس في، على سبيل المثال شريط فيديو الإجراء من شأنه أن تتنافس مع أشرطة الفيديو العمل الأخرى. مشاهدين مشاهدة أشرطة الفيديو والتي تقدمها الأصوات في نهاية الجزء المشاهدة من المسابقة. الطريقة الأخرى التي في هذه البطولة والتي عقدت، من خلال موقع على شبكة الإنترنت. بعض المواقع لديها وسيلة مماثلة للحكم على AMVs، من قبل الفئة التي هي فيها، بينما في مواقع أخرى وأشرطة الفيديو تتنافس ضد أشرطة الفيديو وغيرها من نفس أو مختلفة الفئات ويتم الحكم عليها والتي هي AMV أفضل بشكل عام، وليس فقط على موضوع من شريط الفيديو. الموقع AnimeMusicVideos.org لديها أكبر مسابقة AMV السنوية معروف، فإن المشاهدين AnimeMusicVideos.org جوائز اختيار.

## المسائل القانونية
الثقافة اليابانية بالتساهل عموما فيما يتعلق الاعتماد الأفكار. يعمل مثل dōjinshi، كاريكاتير غير مصرح استمرار قصة سلسلة هزلية الرسمية، تشجع في الواقع من قبل العديد من صانعي أنيمي. هذه dōjinshi تأخذ الطبع والنشر الأصلي وتوسيع بناء القصة، والسماح للشخصيات أن يستمر على بعد، من قبل، أو أثناء القصة الأصلية. معظم المنتجين أنيمي تشجيع هذه الممارسة، كما أنها توسع سلسلة بهم. ويرى البعض أنه بمثابة تحية بينما يرى آخرون أنه من وجهة نظر رجال الأعمال أنه توجه في مزيد من الدعم للأنيمي مما لو كان على خلاف ذلك. بعض الفنانين المانجا خلق dōjinshi الخاصة بهم، مثل «الدائرة» ماكي موراكامي التمساح افي (الجاذبية).
يبدو أن الموزعين أنيمي الأمريكي عقد نوع مماثل نظر في ما يخص AMVs. في مقابلة مع موقع AnimeNewsNetwork، قال FUNimation الترفيه المتخصص حقوق الطبع والنشر ايفان Flournay يرون عموما AMVs كنوع من الدعاية المجانية. «إن التفكير الأساسي الخوض في أشرطة الفيديو المروحة على النحو التالي: إذا كان يشحذ شهية الجمهور، فإننا سوف تترك وحدها ولكن إذا كان يشبع شهية الجمهور، فإنه يحتاج إلى النزول هل هذا يعقل.؟» هو يقول.
في السنوات الأخيرة كان هناك زيادة في الطلب، في المقام الأول على جزء من صناعة قياسية، لإزالة AMVs من مواقع مثل يوتيوب وAnimeMusicVideos.org، مع إيلاء اهتمام خاص إلى موقع يوتيوب بسبب الشعبية النسبية وكذلك للربح لها الحالة. مناقشات عامة ووجهات النظر تعطي حسابات متفاوتة من بالضبط مدى انتشار أصبحت هذه الإجراءات. وعلى الأخص في نوفمبر تشرين الثاني عام 2005، تم الاتصال بالمسؤول عن AnimeMusicVideos.org (Phade) عن طريق الرياح حتى السجلات، تطلب إزالة المحتوى يظهر العمل من العصابات العقيدة، التلاشي، وسيثر
في حين التسميات الموسيقى والشركات عموما نرى AMVs في ضوء سلبي، في كثير من الأحيان الفنانين الموسيقيين الفعلي في مسألة لا يحملون نفس وجهات النظر. وهناك عدد من AMV تقرير المحررين بعد أن كان الاتصال الإيجابي مع مختلف الفنانين، بما في ذلك تري غن وماي. اليابانية الإلكتروني بوم بوم الثنائي الأقمار الصناعية حتى تعاونت مع موقع AMVJ ريميكس جلسات لمعاقبة مسابقة AMV للمساعدة في تعزيز واحد من العزاب، والذهاب أبعد من ذلك لتوفير مصدر المواد للمحررين للاستخدام. أن تكون واردة الفيديو الفائز خلال واحدة من الجولات لهذا الزوج. وعقد الاجتماع الأول لهذه المسابقة في يناير عام 2008 باستخدام أغنية «عمل سهلة» وفيلم أنيمي Vexille. وجرت المسابقة الثانية في وقت لاحق من ذلك العام في نوفمبر باستخدام أغنية «اسكت وتنفجر» وأنيمي Xam'd: فقدت ذكريات
في رمز له كتاب: الإصدار 2.0 والحديث لاحقا في سلسلة جوجل AtGoogleTalks المؤلف، ويذكر المشاع الإبداعي المؤسس لورانس ليسيغ تحديدا AMVs كمثال عند التعامل مع الشرعية والطبيعة الخلاقة للثقافة ريمكس الرقمية.

## متعلق
- فيلم أنمي Dōjinshi (MAD) - المصطلح الياباني لنفس الشيء، نشرت عادة على Niconico
- ألعاب فيديو كليب (GMV) - مماثل، ولكن باستخدام لقطات المباراة بدلا من أنيمي Vidding
- المهر فيديو كليب (PMV) - مماثلة، ولكن باستخدام لقطات من برنامج الرسوم المتحركة الأمريكي بلدي المهر القليل: الصداقة هي ماجيك بدلا من أنيمي

## وصلات خارجية
- AnimeMusicVideos.org, an AMV community site
- ANN interview with Funimation

### آمثلة
- Hunter x hunter AMV : القناص AMV - Sunrise ;
- One piece AMV : ون بيس AMV - THE PHOENIX ;
- Naruto AMV : ناروتو AMV - Runnin ;

copyright enforcer]; discusses policy anent AMVs